# Marc Chérèque
Pour les articles homonymes, voir Chérèque.
Marc Chérèque, né le 9 juin 1953 à Nancy est le président du FC Grenoble Rugby, club professionnel de rugby à XV à Grenoble, de 2005 à 2016.

## Biographie
Marc Chérèque, né le 9 juin 1953 à Nancy, est le deuxième enfant de Jacques Chérèque, syndicaliste CFDT, préfet et homme politique, et le frère de François Chérèque.
Il est ingénieur, diplômé de l'ENSIMAG (promotion 1977).
Il a été directeur des systèmes informatiques chez Bull, Agir Informatique, Akazi Technologies et à l'université de Grenoble.

## Rugby
Marc Chérèque a joué en club au FC Grenoble Rugby en première division (1975-1983), au poste de seconde ligne mesurant 1,95 mètre pour plus de 100 kg.
Il est président du club de 2005 à 2016. En décembre 2016, il cède sa place à Eric Pilaud et reste vice-président du club.
En 2012, il est élu au sein du collège des représentants des clubs du Top 14 du comité directeur de la Ligue nationale de rugby. Il est réélu à ce poste en 2016. Il avait déjà été élu représentant des clubs de Pro D2 lors de la mandature 2008-2012. Démissionnaire de son poste de représentant des clubs de Top 14 en 2017 à la suite de la descente en Pro D2 du FC Grenoble, il est immédiatement élu représentants des clubs de Pro D2. Il est contraint de quitter son poste à la suite de la remontée en Top 14 en 2018. Il réintègre le comité directeur de la LNR lors de l'assemblée générale du 10 juillet 2020 en qualité de personnalité qualifiée élue par les clubs professionnels, poste vacant après le décès de Jean-Marc Manducher,. Il n'est pas conservé à ce poste lors du renouvellement complet du comité directeur en mars 2021.
Il est honoré par une cape du FC Grenoble Rugby lors de la première promotion de remise des capes.